# Antoninki
Antoninki, Zgromadzenie Sióstr Opieki Społecznej św. Antoniego należy do rodziny franciszkańskiej. Jest oparte na regule Trzeciego Zakonu Regularnego św. Franciszka z Asyżu i agregowane do Pierwszego Zakonu Braci Mniejszych. Od roku 1991 Zgromadzenie jest Instytutem Życia Konsekrowanego na prawie papieskim.
Formacja zakonna obejmuje roczny postulat, dwuletni nowicjat i juniorat trwający pięć lat. 
Zgromadzenie powstało w 1933 roku. Założone przez s. Innocentę Katarzynę Rzadką z Mirkowa, oddane zostało pod szczególną opiekę Najświętszej Maryi Pannie Niepokalanie Poczętej. Głównym patronem jest św. Antoni Padewski.
Celem zgromadzenia jest chwała Boża i uświęcenie Sióstr przez realizację ewangelicznego prawa miłości. Siostry wiernie naśladując Chrystusa, mają się poświęcać wszelkim posługom wobec potrzebujących, oraz innym pracom dla dobra Kościoła. W pierwszym rzędzie Siostry otaczają opieką biedne rodziny, oraz pielęgnują osoby samotne i chore w ich mieszkaniach. Prowadzą kuchnie dla ubogich i roznoszą posiłki niepełnosprawnym i chorym. Pełnią też swoją misję jako pielęgniarki, podejmując także pracę w domach opieki i szpitalach. Prowadzą przedszkola, pracują jako katechetki, oraz w duszpasterstwie parafialnym jako organistki, zakrystianki i gospodynie na plebaniach. Pracując w domach obsługujących pątników, siostry służą także pielgrzymom. 
Obecnie Zgromadzenie pracuje w dziesięciu domach i placówkach w Polsce i trzech we Włoszech.

## Strój
Habit koloru czarnego, zapinany na lewym ramieniu z fałdami od ramion; poza tym przypinany biały kołnierzyk, z przodu rozcięty, o rogach prostych; na głowie czarny kolisty welon, sięgający do paska, i biały wewnętrzny czepek, wysunięty spod welonu na 2 cm.